# Erik Schinegger
Erik Schinegger (rojstno ime Erika Schinegger), avstrijski alpski smučar, * 19. junij 1948, Agsdorf.
Kot Erika Schinegger je nastopal v svetovnem pokalu 1967, kjer je dosegel zmago v veleslalomu ter po dvakrat drugo mesto v smuku in veleslalomu. V skupnem seštevku svetovnega pokala je zasedel šesto mesto, v veleslalomskem seštevku je bil drugi. Ob pripravah na Olimpijske igre 1968 je testiranje Mednarodnega olimpijskega komiteja pokazal, da je moški z moškimi notranjimi organi, zato ni smel tekmovati. Odločil se je za spremembo spola z operacijo in si ime spremenil v Erik. Tudi poročil se je in postal oče.